# Bradley (Wisconsin)
Bradley è un comune degli Stati Uniti, situato in Wisconsin, nella Contea di Lincoln.